# Косман, Милен
Милен Косман (нем. Milein Cosman; 31 марта 1921 года, Гота — 21 ноября 2017 года) — британская художница еврейского происхождения, родившаяся в Германии.

## Биография
Родилась в 1921 году в Готе, но большую часть детства провела в Дюссельдорфе. Из-за своего еврейского происхождения и подъёма национал-социализма в 1937—1939 гг. училась в Швейцарии, после чего в 1939 году переехала в Великобританию на всю оставшуюся жизнь. С 1939 по 1942 год училась в Школе искусств Слейда у Рэндольфа Шваба и Гарольда Джонса. В 1943 году она посещала вечерние занятия в Оксфордском политехническом университете, где ей преподавал Бернард Менинский. В 1943—1945 гг. зарабатывала на жизнь развозкой молока и преподавала французский язык и изобразительное искусство в школе для рабочих. В 1946 году Косман переехала в Лондон и начала работать как художница-иллюстратор. Основной художественной специализацией Косман стали рисунки музыкантов и художников — мгновенные зарисовки движений и поз во время выступлений и репетиций. В ходе работы Косман познакомилась с музыковедом Хансом Келлером и стала его женой в 1961 году; рисунками Косман иллюстрированы две книги Келлера о Стравинском — «Стравинский на репетиции» (англ. Stravinsky at Rehearsal; 1962) и «Стравинский увиденный и услышанный» (англ. Stravinsky Seen and Heard; 1982). Косман оставила также серию рисунков Бенджамина Бриттена и Вильгельма Фуртвенглера, ряд портретов своего мужа. Работы Косман находятся в Британском музее, Музее Виктории и Альберта, Городском музее Дюссельдорфа и других собраниях.